# الغسانیه
الغسانیة یک منطقهٔ مسکونی در سوریه است که در حمص واقع شده‌است.

## خصوصیات
الغسانیة ۴٬۵۰۹ نفر جمعیت دارد.